# Rue Achille Detienne
Pour les articles homonymes, voir Detienne.
La rue Achille Detienne (en néerlandais : Achille Detiennestraat) est une rue bruxelloise de la commune de Schaerbeek qui va de la rue du Foyer Schaerbeekois à la place de Helmet.
La numérotation des habitations va de 1 à 67 pour le côté impair et de 2 à 62 pour le côté pair.
Achille Detienne est un ancien membre du Bureau de bienfaisance de Schaerbeek, né à Bruxelles le 28 décembre 1843 et décédé à Watermael-Boitsfort le 6 août 1914.